# رالف بريتو
رالف بريتو (بالإنجليزية: Ralph Brett)‏ (7 مارس 1877 بتشستر في المملكة المتحدة - 1 يناير 1940 في المملكة المتحدة) هو لاعب كرة قدم بريطاني (وحمل سابقاً جنسية المملكة المتحدة لبريطانيا العظمى وأيرلندا) في مركز الهجوم. لعب مع نادي برينتفورد ونادي ساوثبورت ووست بروميتش ألبيون وWellingborough Town F.C. ‏.